# Uglehuset
Uglehuset (The Owl House) er en amerikansk fantasy-tegnefilmserie skabt af Dana Terrace, som havde premiere på Disney Channel I USA den 10. januar 2020. Den engelske udgave har Sarah-Nicole Robles, Wendie Malick og Alex Hirsch i hovedrollerne, hvor rollerne i den danske udgave blev spillet af Helene Wolhardt Moe, Le Münster-Swendsen og Mathias Klenske.
Serien fik i november 2019, inden seriens premiere, godkendt en anden sæson, som begyndte den 12. juni 2021. I maj 2021 blev serien fornyet med en tredje sæson, som består af 3 specials, som senere blev annonceret til at være seriens endelige sæson.
Uglehuset har fået en varm modtagelse både blandt anmeldere og seere. Serien er blevet særligt bemærkelsesværdig grundet dets LGBT-repræsentation sammenlignet med andre Disney-medier og har blandt andet det første homoseksuelle parforhold for en hovedrollen i en Disney-film eller serie.

## Præmis
Luz Noceda er en amerikansk teenagepige fra Gravesfield i Connecticut, som ved et uheld falder over en portal til en anden verden, hvor hun vælger at blive i stedet for at tage på sommerlejr. Hun ankommer til et øhav under navnet the Boiling Isles, som blev dannet af de jordiske rester af en død Titan. Der bliver hun venner med den rebelske heks Eda Clawthorne (kendt som "Ugledamen") og hendes dæmoniske bofælle Konge. Selvom hun ikke har nogen magiske evner, forfølger Luz sin drøm om at blive en heks ved at tage rollen som Edas lærling i Uglehuset, hvor hun finder en ny og usandsynlig familie.

## Stemmer
| Karakter       | Originalstemme      | Dansk stemme         |
| -------------- | ------------------- | -------------------- |
| Luz Noceda     | Sarah-Nicole Robles | Helene Wolhardt Moe  |
| Eda Clawthorne | Wendie Malick       | Le Münster-Swendsen  |
| Konge*         | Alex Hirsch         | Mathias Klenske      |
| Tude*          | Alex Hirsch         | Sonny Lahey          |
| Saga Blight*   | Mae Whitman         | Sofie Topp-Duus      |
| Vilja Park*    | Tati Gabrielle      | Özlem Saglanmak      |
| Gusse Porter*  | Issac Ryan Brown    | Sigurd Philip Dalgas |